# Bästeträsk
Bästeträsk este o arie protejată (arie specială de conservare — SAC, sit de importanță comunitară — SCI) din Suedia întinsă pe o suprafață de 6.540,5 ha, integral pe uscat.

## Localizare
Centrul sitului Bästeträsk este situat la coordonatele 57°52′56″N 18°56′37″E / 57.8821°N 18.9435°E.

## Înființare
Situl Bästeträsk a fost declarat sit de importanță comunitară în decembrie 1998 pentru a proteja 2 specii de plante și 4 specii de animale. Situl a fost protejat și ca arie specială de conservare în martie 2011.

## Biodiversitate
Situată în ecoregiunile boreală și marină baltică, aria protejată conține 18 habitate naturale: Pajiști cu Molinia pe soluri calcaroase, turboase sau argilos-nămoloase (Molinion caeruleae), Ape puternic oligomezotrofe cu vegetație bentonică cu Chara spp., Pajiști uscate seminaturale și facies de acoperire cu tufișuri pe substraturi calcaroase (Festuco-Brometalia) (* situri importante pentru orhidee), Vegetație perenă pe țărmurile stâncoase, Faleze cu vegetație de pe coastele atlantice și baltice, Formațiuni de Juniperus communis pe lande sau pajiști calcaroase, Pajiști din zone de pădure fino-scandinave, Pășuni de coastă din Baltica boreală, Lespezi calcaroase, Izvoare petrifiante cu formare de travertin (Cratoneurion), Mlaștini alcaline, Mlaștini împădurite, Mlaștini calcaroase cu Cladium mariscus și specii de Caricion davallianae, Taiga vestică, Pajiști carstice calcaroase sau bazofile, de Alysso-Sedion albi, Alvar nordic și șisturi calcaroase precambriene, Pășuni din zone de pădure fino-scandinave, Păduri caducifoliate bătrâne naturale hemiboreale fino-scandinave (Quercus, Tilia, Acer, Fraxinus sau Ulmus) bogate în specii epifite.
La baza desemnării sitului se află mai multe specii protejate:
- plante (2): Sisymbrium supinum, Tortella rigens
- nevertebrate (3): Dytiscus latissimus, Vertigo angustior, Vertigo geyeri
- pești (1): zglăvoacă (Cottus gobio)

Pe lângă speciile protejate, pe teritoriul sitului au mai fost identificate 2 specii de nevertebrate.